# Seefeld in Tirol

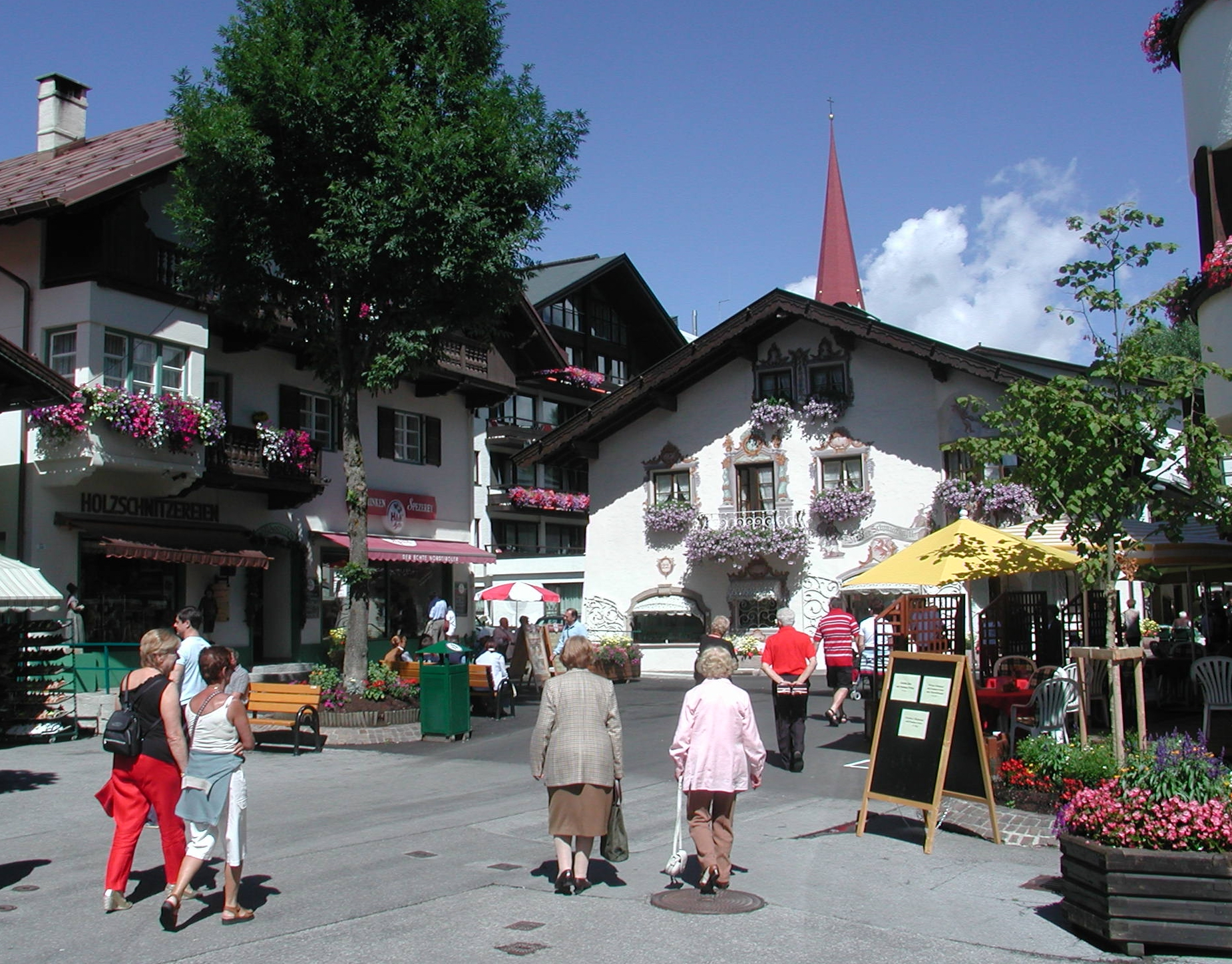
Seefeld

Seefeld is een plaats in Oostenrijk, het is het centrum van het langlaufen in Oostenrijk.
Samen met Leutasch, Scharnitz, Mösern en Reith vormt het een wintersportgebied met 250 km piste. Seefeld ligt ongeveer 20 km ten westen van Innsbruck en ongeveer 10 km ten zuiden van de grens met Duitsland. Het wordt omgeven door het Miemingergebergte, het Wettersteingebergte en de Karwendel. Seefeld is vanuit München en Innsbruck met de Mittenwaldspoorlijn te bereiken.

## Geschiedenis
Seefeld komt voor het eerst in 1022 in de geschiedenis voor. Vroeger was het plateau op ca. 1200 m hoog bij het Seefelder Sattel, een bergpas, een dunbevolkt moerassig gebied. In het dorp heeft een klooster gestaan, waarvan de kloosterkerk heden ten dage dienstdoet als parochiekerk.
Bij de „Anschluss“ van Oostenrijk bij Nazi-Duitsland, op 12 maart 1938, trokken soldaten van de Wehrmacht en SS-Verfügungstruppen op hun weg naar Innsbruck en naar de Brennerpas door Seefeld, waar ze door de bevolking juichend ontvangen werden.
Bij de Olympische Winterspelen van 1964 en 1976 werden de Noorse skidisciplines: langlaufen, schansspringen en noordse combinatie in Seefeld georganiseerd, het schansspringen op de Toni-Seelos-olympiaschans. In 1985 vormde Seefeld het toneel voor het wereldkampioenschap noords skiën. In 2019 is het WK voor de noordse skidisciplines gehouden. Het schansspringen wordt gesprongen op de Bergisel.

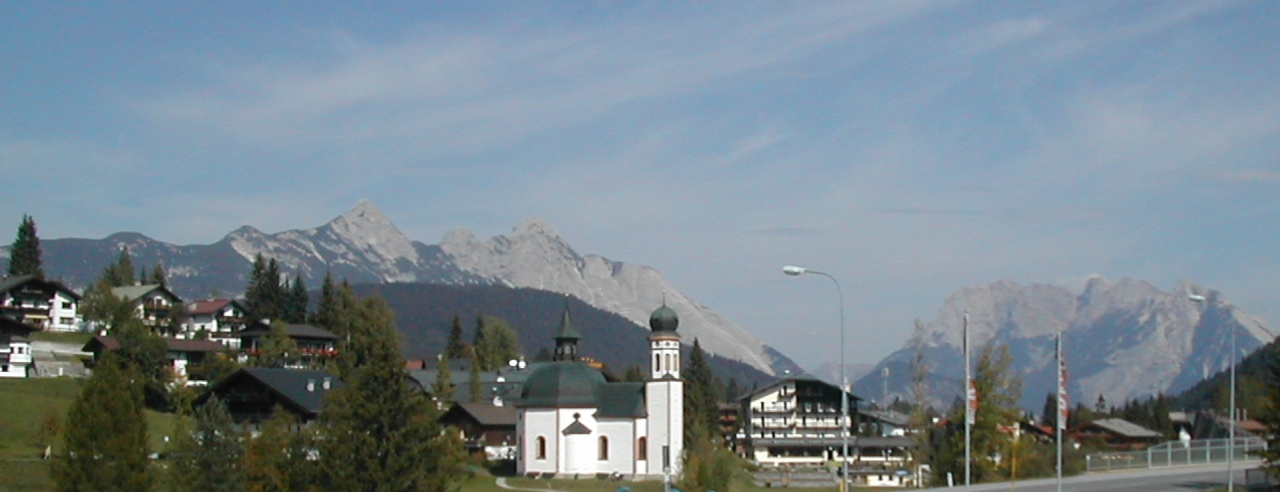
Het dal en het kerkje van Seefeld